# فلوكلوكزاسيلين
فلوكلوكزاسيلين فلوكلوكزاسيللين (Flucloxacillin) أو floxacillin من مضادات الجراثيم.هو (INN)
(USAN) من مضادات بيتا-لاكتام ضيقة الطيف يستخدم لمعالجة العدوي بالبكتيريا إيجابية الغرام

## الاستخدام الطبي
الفلكلوكساسيلين حمض أكثر استقرارا من العديد من البنسلينات الأخرى، ويمكن أن يعطى عن طريق الفم، بالإضافة إلى الحقن . ومع ذلك، مثل ميثيسيلين، هو أقل فعالية من بنزيل بنسيلين ضد البكتيريا إيجابية الجرام غير المنتجة β-لاكتاماز.

### الأشكال الصيدلانية المتاحة
الفلكلوكساسيلين متاح تجاريا باسم ملح الصوديوم فلكلوكساسيلين الصوديوم، في كبسولات (250 أو 500 & nbsp؛ ملغ)، عن طريق الفم معلقات (125 & nbsp؛ ملليغرام / 5 & nbsp؛ مل ]] أو 250 & nbsp؛ ملغ / 5 & nbsp؛ مل)، وحقن (مسحوق لإعادة التشكيل، 250، 500 و 1000 على & nbsp؛ ملغ لكل قنينة).

### المؤشرات
يشار للفلكلوكساسيلين لعلاج الالتهابات التي تسببها البكتيريا الحساسة.
- أمراض العنقوديات المقاومة للبنزيل بنسيلين.
- التهاب الأذن الخارجية.
- إنتانات العظام والمفاصل.
- التهاب شغاف القلب.
- إنتانات الجلد والأنسجة الرخوة
- الوقاية من الإنتانات التالية للجراحة.
- التهاب الصفاق.
- ذات الرئة.
- القوباء.
- التهاب الهلل.
- متلازمة الصدمة التسممية.

## مضادات الاستطباب
فرط الحساسية تجاه البنسيلين.

## الآثار الجانبية
- ردود فعل تحسسية: حكة، حمى، ألم مفصلي، طفح، وذمة وعائية، تأق، ردود فعل شبيهة بداء المصل، فقر دم انحلالي، التهاب كلية خلالي.
- خدر بالاستعمال الطويل.
- إسهال والتهاب قولون مترافق مع تناول المضاد الحيوي.[5]
- التهاب وريد بعد التسريب الوريدي.[5][7]

## التحذيرات
- وجود سيرة للحساسية.
- القصور الكلوي.
- البرفيرية.
- خطر حدوث التهاب كبد ويرقان ركودي لدى المسنين وعند استعمال المستحضر لأكثر من أسبوعين.
- مراقبة الوظيفة الكلوية وإجراء فحوص دموية أثناء المعالجة المديدة والمعالجة بجرعات عالية.
- تجنب الحقن داخل القرب.